# Urdaneta (Urdaneta)
Pour les articles homonymes, voir Urdaneta.
Urdaneta est l'une des quatre paroisses civiles de la municipalité d'Urdaneta, dans l'État d'Aragua au Venezuela. Sa capitale est Barbacoas, chef-lieu de la municipalité.

## Géographie

### Démographie
Hormis sa capitale Barbacoas également chef-lieu de la municipalité, la paroisse civile possède plusieurs localités :
- Barbacoas
- El Palmar
- El Playón
- El Totumo
- Guabina
- La Cachama
- Los Melerales
- Monte Oscuro
- Quita Calzón
- Torrealba